# Forrest Smithson
Forrest Custer Smithson (Portland, Oregon, 26 de setembre de 1884 – Comtat de Contra Costa, Califòrnia, 24 de novembre de 1962) va ser un atleta estatunidenc que va competir a principis del segle xx.
El 1908 va prendre part en els Jocs Olímpics de Londres, on va guanyar la medalla d'or en els 110 metres tanques del programa d'atletisme. En la final superà a John Garrels i Arthur Shaw i amb un temps de 15,0" establí un nou rècord del món.
Smithson estudià teologia a la Universitat Estatal d'Oregon. El 1907 i 1909 es proclamà campió de l'AAU en les 120 iardes tanques.